# Andelsbolig
En andelsbolig er en lejlighed eller et hus i en andelsboligforening, som en andelshaver, der ejer ideel anpart af foreningen, har brugsret over. 

## Almene andelsboliger
Almene andelsbolig adskiller sig kun fra andre almene boliger i organisationsformen. 
Tildeling og overdragelse af boligerne sker efter reglerne om udlejning af almene boliger.

## Private andelsboliger
En andelsbolig i en privat andelsboligforening er ejet af en andelsboligforening, hvis medlemmer har brugsret til de boliger der er ejet af foreningen. Medlemmerne har andel i foreningens formue, og foreningens formål er at eje og drive ejendommen.
Værdien af en andelsbolig er ikke fri, som i en ejerbolig, men fastsættes på andelsboligens generalforsamling. I de fleste andelsboliger er det dog tilladt at handle sit andelsbevis til en lavere pris end den fastsatte. Der er tre måder man kan opgøre andelskronen på:
- Ved at tage udgangspunkt i en fremskrivning af anlægs- eller købssummen for ejendommen. Dette giver normalt en andelskrone, der er væsentligt under markedsprisen for tilsvarende lejligheder. Metoden benyttes af cirka 4 % af andelsboligforeningerne

- Ved at benytte en pris der knytter sig til den offentlige vurdering. Typisk vælger man at sætte andelskronen til 70-85 % af den offentlige vurdering. Da den offentlige vurdering blev hævet markant i 2006, nogle steder op til 200 % og i Storkøbenhavn gennemsnitligt 140 %, kan denne pris både være højere og lavere end markedsprisen. Denne metode benyttes af cirka 66 % af andelsboligerne.

- Ved at få en valuar til at fastsætte prisen ud fra en vurdering af ejendommens værdi. Denne metode fremstår mest præcis, men der er også her markante udsving alt efter den enkelte valuars vurdering. Denne metode benyttes af cirka 30 % af andelsboligforeningerne.

I de tilfælde hvor maksimalprisen er betydeligt mindre end markedsprisen ses en række dilemmaer. Nepotisme er særdeles udbredt, idet man for eksempel skal "kende nogen" for at komme i betragtning til de attraktive andelsboliger. Et andet problem, som omfanget ikke kendes af, er "penge under bordet", hvor en bestikkelseslignende, ulovlig ydelse betales for at få lov til at købe en af de attraktive andelsboliger.